# Австралийская пастушья собака
Австрали́йская пасту́шья соба́ка, австралийский хилер, голубой хилер, австралийский кеттл дог, австралийский бувье (англ. Australian Cattle Dog, англ. Blue Heeler) — порода собак, выведенная в Австралии.

## Происхождение
Австралийская пастушья собака — искусственно выведенная порода в Австралии, изначально для перегона скота на большие расстояния в сложнейших погодных условиях Австралийского континента. В XIX столетии австралийские фермеры нуждались в выносливых умных собаках, которые помогали бы им в управлении и перегоне коров и овец. Скотовод Нового Южного Уэльса — Томас Холл скрестил собак породы короткошёрстный колли с австралийскими дикими собаками динго, которых он приручил ранее. Получившиеся собаки были известны как собаки хи́леры (heelers) и находились в эксклюзивном пользовании Томаса Холла и дальше фермы Холла не распространилась. После смерти Томаса Холла в 1870 году фермерское хозяйство Холлов пришло в упадок. Фермы в северной части Нового Южного Уэльса и Квинсленда были выставлены на аукцион со всем находящимся там имуществом и животными, включая собак. Их длительное время совершенствовали, прививая крови далматина, и келпи. Хилеры были впоследствии развиты в две современные породы: австралийскую пастушью собаку (австралийский хилер) и австралийскую короткохвостую пастушью собаку.
Американским и канадским фермерам очень полюбились эти неутомимые, смышленые и очень покладистые собаки. Впервые в Америку австралийские хилеры попали после Второй мировой войны, их привезли с собой некоторые американские солдаты, которые проходили службу в Австралии.
До недавнего времени в Европе представителей данной породы можно было встретить нечасто, впервые в Англию австралийских хилеров привезли в 1980 году линия Landmaster Lenthal Flinton and Lenthal Darlot.
В России австралийские хилеры появились в 2004 году: в Москву была привезена сука из Польши D’astra Canina Diamantina, которая дала свой первый помет летом 2011 года. Постепенно их популярность растет, как за рубежом, так и в России. Из Чехии и Финляндии были завезены представители австралийских хилеров в Уфу, которые тоже уже имеют потомков в России. В 2008 году в Москву привезли собаку из Польши- BORA Diamantina (From Tasmanian Salt).
Непосредственно из Австралии впервые в Россию (в Иркутск в питомник Дингостар) для племенного разведения в 2011 году было экспортированы несколько собак, несущие в себе крови лучших австралийских представителей за последние десятилетия.

## Внешний вид

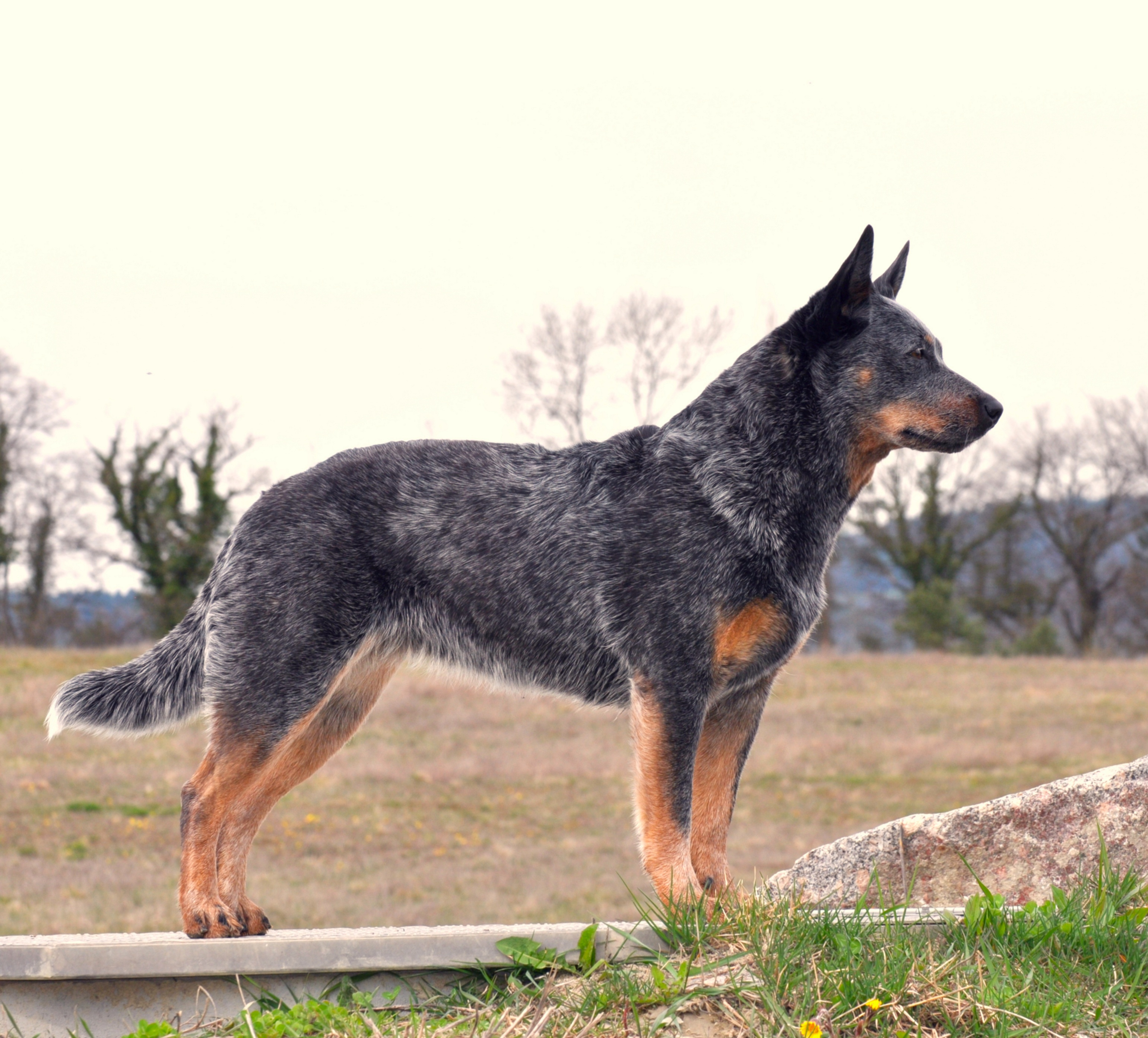
Австралийская пастушья собака

Компактная и сильная собака с хорошими рабочими качествами. Комбинация силы, гармоничного строения, большой ловкости и выносливости делают эту породу уникальной в своём роде.
- Рост кобелей 46—51 см, сук 43—48 см. Предпочтительный вес 15-23 кг.
- Окрасы:

Голубой: голубой, в голубую крапинку или в голубое пятнышко с другими отметинами или без них. Допустимы черные, голубые или палевые отметины на голове, желательно равномерно распределённые. Передние конечности покрыты подпалинами вплоть до груди и горла, с подпалиной на челюстях; подпалины на внутренней части бедер до передней части колена и снаружи от плюсны до пальцев. Черные отметины на корпусе не желательны.

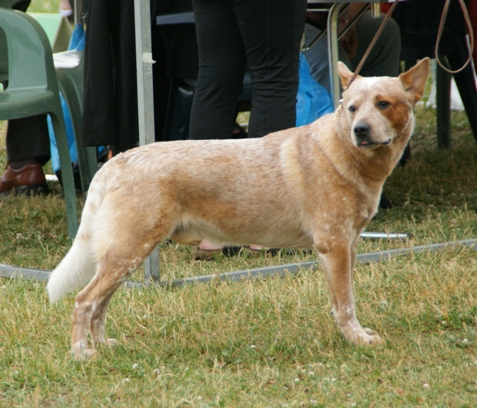
Австралийский хилер/ Австралийская пастушья собака красного окраса

Красная крапинка: равномерная крапинка по всей длине корпуса, включая подшерсток (не белая, не кремовая), с более темными красными отметинами на голове или без них. Равномерные отметины на голове — желательны; красные отметины на корпусе допустимы, но не желательны.
- Шерсть: Гладкий, двойной, с коротким густым подшерстком. Остевой волос прямой, жесткий, плотно прилегающий, непромокаемый. В нижней части корпуса по направлению к задним конечностям шерсть удлиняется и образует на бедрах небольшие очесы. На голове (включая внутреннюю часть ушей) и передней части конечностей волос короткий. Вдоль шеи волосяной покров толще и длиннее. Слишком длинная или слишком короткая шерсть считается дефектом. В среднем, волос на корпусе должен составлять 2,5 — 4 см.
- Уши: среднего размера, скорее маленькие, чем большие, широкие в основании, плотные, стоячие, умеренно заостренные, не округлые, не похожие на уши летучей мыши. Уши широко расставлены, развернуты в стороны, и стоят, когда собака настораживается. Кожа толстая. Внутренняя часть уха густо покрыта шерстью.
- Глаза: овальные, среднего размера; не выпуклые и не глубоко посаженные, выражают ум и настороженность. При приближении посторонних выражение глаз становится предостерегающим и подозрительным. Глаза темно-карие.
- Грудь: глубокая, мускулистая, умеренно широкая, мощная, но не грузная, не мешающая собаке свободно двигаться
- Лапы: округлые; пальцы короткие, крепкие, сводистые, в комке. Подушечки твердые и глубокие, когти короткие и крепкие.

## Характер

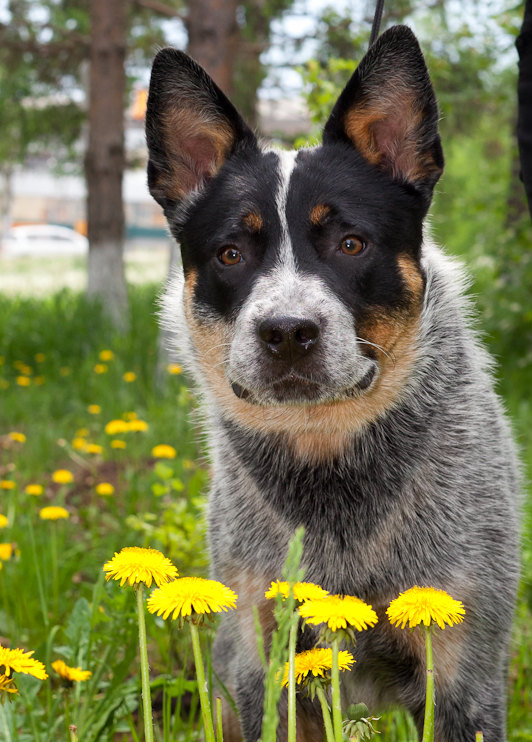
Один из представителей породы привезенный в Россию из Австралии

Австралийская пастушья собака в первую очередь характеризуется своей выносливостью и силой, как становится ясно из названия, изначально данная порода создавалась для перегона крупного рогатого скота, а также для охраны хозяев и его имущества (в том числе и скота) в сложнейших погодных условиях Австралийского континента.
Это преданные своему хозяину псы, они умны и сообразительны, легко поддаются дрессировке. Но, несмотря на наличие таких, чисто профессиональных качеств, они ещё и нежные и ласковые домашние питомцы.
Так же, как и многие другие рабочие собаки, австралийская пастушья собака имеет высокий уровень энергии, активный ум и определённый уровень независимости. Порода стоит в первой десятке по уровню интеллекта.